# Ronde van Vlaanderen 1929
De 13de editie van de Ronde van Vlaanderen werd verreden op 17 maart 1929 over een afstand van 216 km. De gemiddelde uursnelheid van de winnaar was 30,720 km/h. Van de 116 vertrekkers bereikten er 49 de aankomst.

## Hellingen
- Tiegemberg
- Kwaremont

## Uitslag
| Rang | Renner                 | Land   | Ploeg                       | Tijd      |
| ---- | ---------------------- | ------ | --------------------------- | --------- |
| 1    | Jef Dervaes            | België | Genial Lucifer - Hutchinson | 7h01'50"  |
| 2    | Georges Ronsse         | België | La Française-Diamant-Dunlop | op 4'10"  |
| 3    | Alfred Hamerlinck      | België | Genial Lucifer - Hutchinson | op 5'10"  |
| 4    | Jan Mertens            | België | Alcyon-Dunlop               | z.t.      |
| 5    | Gustaaf Van Slembrouck | België | Genial Lucifer - Hutchinson | z.t.      |
| 6    | André Verbiest         | België | geen                        | z.t.      |
| 7    | August Verdyck         | België | Genial Lucifer - Hutchinson | z.t.      |
| 8    | Julien Vervaecke       | België | Alcyon-Dunlop               | z.t.      |
| 9    | Ernest Mottard         | België | Genial Lucifer - Hutchinson | op 10'10" |
| 10   | Julien Delbecque       | België | Gouden Hand                 | op 10'40" |

1913 · 
1914 · 
1915 · 
1916 · 
1917 · 
1918 · 
1919 · 
1920 · 
1921 · 
1922 · 
1923 · 
1924 · 
1925 · 
1926 · 
1927 · 
1928 · 
1929 · 
1930 · 
1931 · 
1932 · 
1933 · 
1934 · 
1935 · 
1936 · 
1937 · 
1938 · 
1939 · 
1940 · 
1941 · 
1942 · 
1943 · 
1944 · 
1945 · 
1946 · 
1947 · 
1948 · 
1949 · 
1950 · 
1951 · 
1952 · 
1953 · 
1954 · 
1955 · 
1956 · 
1957 · 
1958 · 
1959 · 
1960 · 
1961 · 
1962 · 
1963 · 
1964 · 
1965 · 
1966 · 
1967 · 
1968 · 
1969 · 
1970 · 
1971 · 
1972 · 
1973 · 
1974 · 
1975 · 
1976 · 
1977 · 
1978 · 
1979 · 
1980 · 
1981 · 
1982 · 
1983 · 
1984 · 
1985 · 
1986 · 
1987 · 
1988 · 
1989 · 
1990 · 
1991 · 
1992 · 
1993 · 
1994 · 
1995 · 
1996 · 
1997 · 
1998 · 
1999 · 
2000 · 
2001 · 
2002 · 
2003 · 
2004 · 
2005 · 
2006 · 
2007 · 
2008 · 
2009 · 
2010 · 
2011 · 
2012 · 
2013 · 
2014 · 
2015 · 
2016 · 
2017 · 
2018 · 
2019 · 
2020 · 
2021 · 
2022 · 
2023 · 
2024
Lijst van beklimmingen